# Vilm

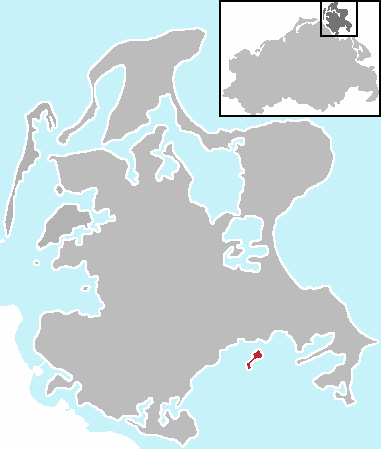
Lage der Insel Vilm

Vilm 1695

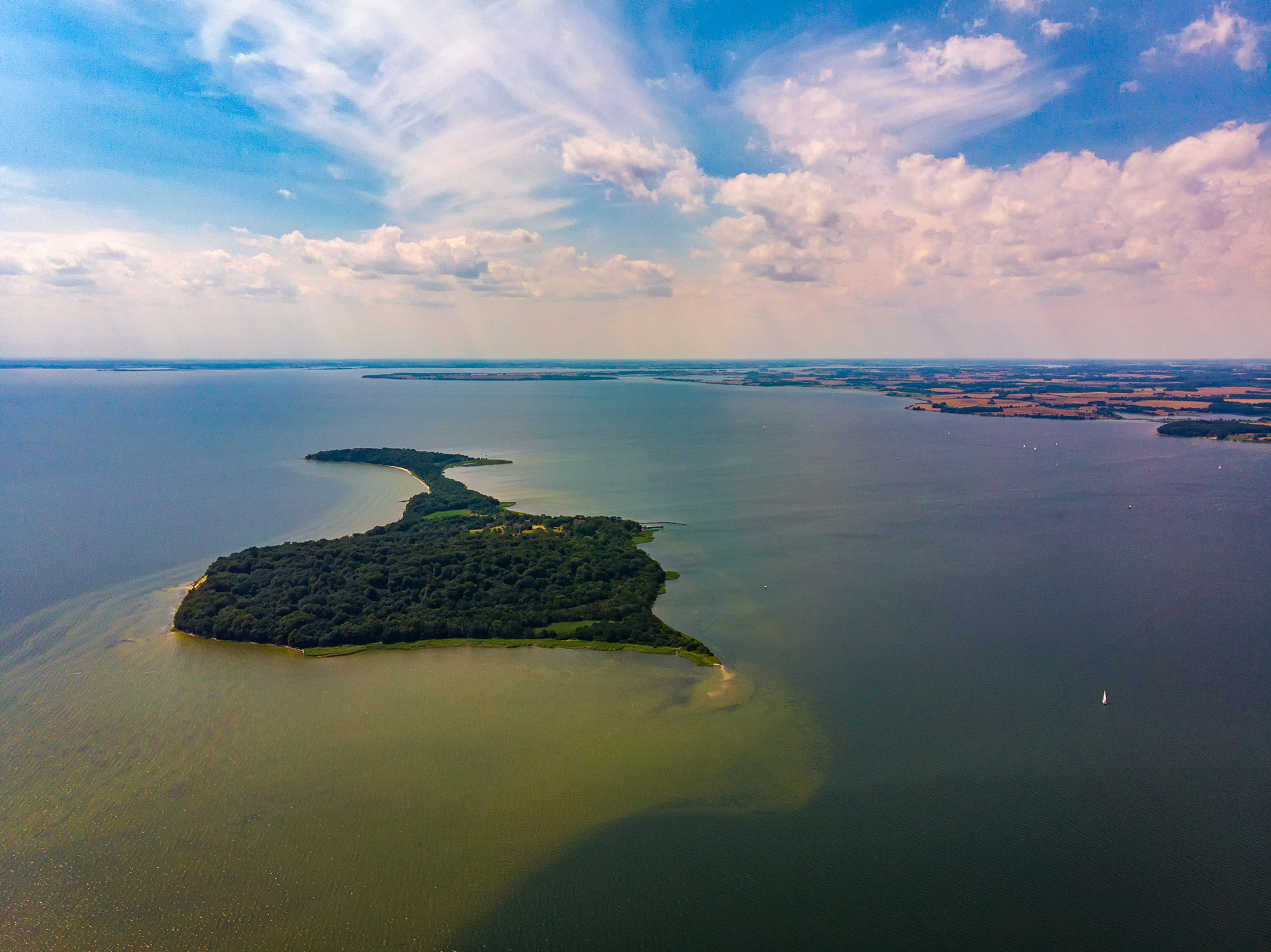
Vilm aus Richtung NNO; 1,1 km entfernt, 386 m Höhe; in Hintergrund Rügen mit Schoritzer Wiek in Bildmitte

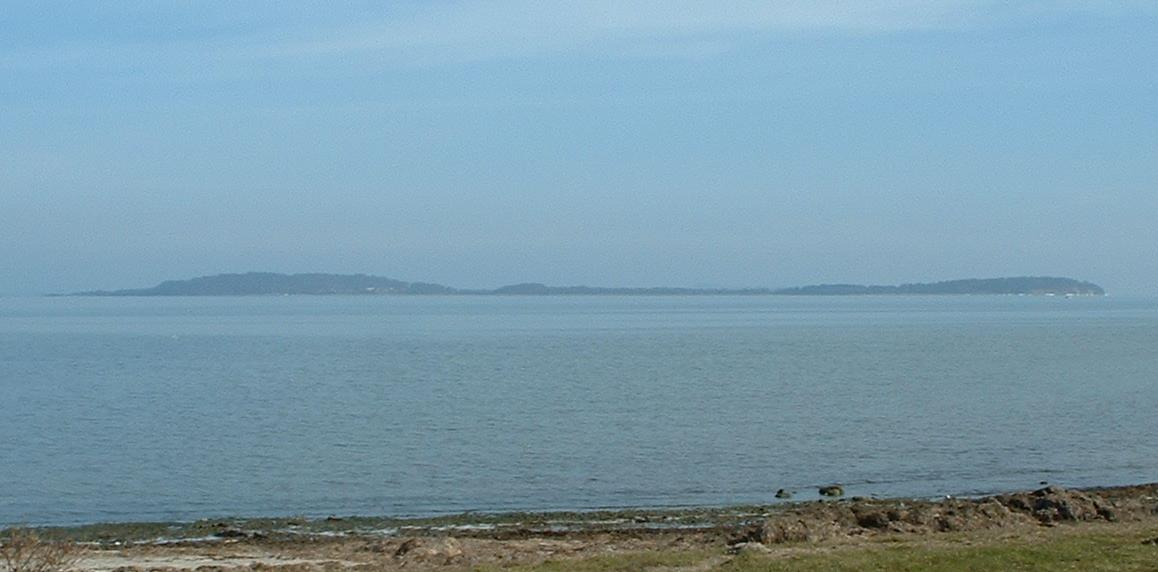
Vilm von Rügen aus gesehen

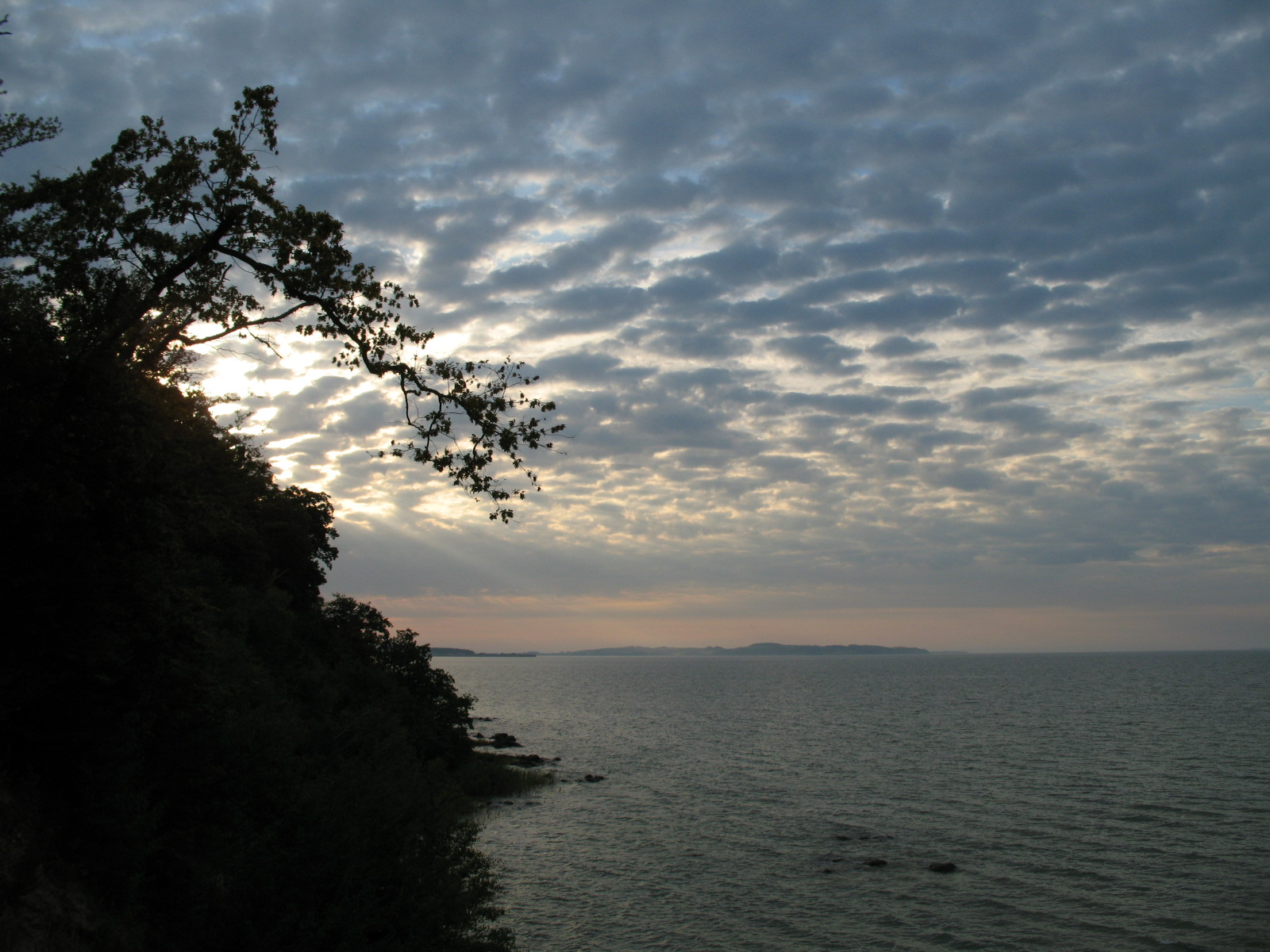
Rügen von Vilm aus gesehen

Vilm [film] ist eine deutsche Insel in der Ostsee. Sie liegt vor der Südküste der Insel Rügen im Bundesland Mecklenburg-Vorpommern. Vilm gehört zu der auf Rügen gelegenen Stadt Putbus und ist Teil des Naturschutzgebiets Insel Vilm. Der Name leitet sich vom slawischen ilumu ab und bedeutet Ulme.

## Geografie
Die Insel liegt im Rügischen Bodden, drei Kilometer südöstlich von Lauterbach auf Rügen und 20 Kilometer vom Festland entfernt. Sie ist 0,94 km² groß und hat eine Länge von 2,5 km. Ihre höchste Erhebung beträgt 37,8 Meter über dem Meeresspiegel. Auf Vilm kommen nahezu alle Küstenformen der südlichen Ostsee vor, und ihre Natur ist von großer Artenvielfalt geprägt. Die Steilküsten sind ständigen Änderungen durch Abtragungen unterworfen, während an anderen Stellen Anlandungen von Sand und Kies erfolgen. Der Bewuchs besteht zu großen Teilen aus urwüchsigem Buchen- und Eichenbestand. Die Insel steht seit 1936 unter Naturschutz und gehört seit 1990 zum Biosphärenreservat Südost-Rügen. Sie ist gleichzeitig Europäisches Vogelschutzgebiet und FFH-Gebiet (Fauna-Flora-Habitat-Richtlinie) nach EU-Recht. Es sind nur einige wenige Häuser vorhanden, die von Naturschutzeinrichtungen genutzt werden.
Die Insel gliedert sich in drei Teile. Im Norden befindet sich der Große Vilm, auf dem sich auch die höchste Erhebung befindet. Hieran schließt sich südwestlich der schmale Mittelvilm an, der die Verbindung zum südlichen Teil der Insel, dem Kleinen Vilm herstellt. An der Nordspitze des Vilms befindet sich der in den Bodden ragende Große Haken. Das Ostufer des Großen Vilms wird als Kochufer bezeichnet. Südlich schließt sich die sich vom Kochufer bis zum Knirkberg erstreckende Große Vilmbucht an. Die Bucht im Bereich des Übergangs vom Mittelvilm zum Kleinen Vilm auf der Ostseite wird als Kleine Vilmbucht bezeichnet. Der südlichste Punkt des Kleinen Vilms und damit der gesamten Insel trägt den Namen Schneider oder auch Der Schneider. Das Südwestufer des Kleinen Vilms heißt Die Scheibe. Nördlich hiervon erstreckt sich der Kleine Haken in die See. Zwischen dem Kleinen Haken und dem Mittelvilm erstreckt sich die Bucht Am Ruptin oder Ruptin. Der Uferbereich wird als Blanke Hölle bezeichnet. Nördlich hiervon befindet sich der Vossberg. Im Wasser vor dem Westufer am Übergang vom Mittelvilm zum Großen Vilm sind in älteren Karten Die Brüder, vermutlich zwei Findlinge vor dem Ufer, eingezeichnet. Auf der Westseite des Großen Vilms liegt am Karkenufer der Landungssteg der Insel. Auf dem Großen Vilm befindet sich der Grüne Berg. Während in älteren Karten, aber auch in der neueren Literatur eine Erhebung am westlichen Steilufer so bezeichnet wird, trägt auf aktuellen Kartenwerken die höchste, im Inneren des Großen Vilms befindliche Erhebung, diese Bezeichnung.
Nordwestlich der Insel befindet sich die Untiefe Schnakenwerder, die noch im 19. Jahrhundert als Insel bestand. Nah am südöstlichen Ufer liegt der Findling Waschstein. Ein weiterer als Geotop ausgewiesener, jedoch unbenannter Findling befindet sich auf dem Kleinen Vilm in der Nähe der Südspitze der Insel. Als Geotope sind auf Vilm darüber hinaus auch der Große Haken, die aktiven Steilufer auf Großem und Kleinem Vilm, ein fossiles Kliff auf dem Großen Vilm, sowie ein aktiver Kliffabschnitt in der Nähe des Kleinen Hakens ausgewiesen.
Etwa 2,8 Kilometer östlich von Vilm liegt eine künstliche Insel im Rügischen Bodden, die der Volksmarine der DDR zur Entmagnetisierung ihrer Schiffe diente. Heute ist sie eine von Seevögeln bevölkerte Ruine.

## Geschichte

### Vorgeschichte und Mittelalter
Vilm bildete sich vor etwa 10.000 Jahren aus eiszeitlichen Moränen. Es gibt Hinweise, dass die Insel bereits zur Steinzeit besiedelt war. So wurden Funde aus der Mittel- und Jungsteinzeit gemacht. Darüber hinaus bestehen auf der Erhebung des Großen Vilms Reste eines jungsteinzeitlichen Hünengrabs. Vor 3000 Jahren trennte sich Vilm von der Insel Rügen. Für die Slawen war Vilm ein heiliger Ort. 1249 wurde die Insel erstmals urkundlich erwähnt. 250 Jahre zuvor, um das Jahr 1000, muss die Insel jedoch bereits den Wikingern bekannt gewesen sein. Die in nordischen Überlieferungen erwähnte Seeschlacht von Svoldr, die am 9. September 1000 zwischen den Norwegern unter König Olav I. Tryggvason und einer vereinigten dänisch-schwedischen Flottenmacht unter den Königen Sven Gabelbart und Olof Skötkonung im Bunde mit den Jomswikingern ausgefochten wurde, könnte jüngsten Forschungen zufolge im Seegebiet der Insel Vilm stattgefunden haben. Dabei wurden die Norweger vernichtet; auch die Macht der Jomswikinger war im Sinken begriffen.
Seit 1249 befindet sich der Vilm im Besitz des Hauses Putbus. Bei der Allerheiligenflut 1304 kam es zu Veränderungen der Gestalt der Insel, wobei die Art der Veränderung unklar ist. Es gibt Vermutungen, dass erst zu diesem Zeitpunkt die Trennung von der Insel Rügen erfolgte. Auch später noch war Vilm von mehreren kleineren Inseln umgeben. 1371 werden mehrere Inseln (lutken Werderen) erwähnt, die jedoch nach und nach verschwanden, bis mit dem Schnakenwerder die letzte überspült war.

### Vilmer Kapelle
1336 bestand auf der Insel bereits die Vilmer Kapelle, die zeitweise Bedeutung als Wallfahrtsort hatte und als Küstenstation zur Pflege Erkrankter diente. Es bestand ein Hof, auf dem zumindest drei Einsiedler lebten. Nach einem Wallfahrtsunglück vor dem Palmer Ort mit 90 Toten im Jahr 1372 kam es zu einem vorübergehenden Ende der Wallfahrten. 1396 kamen vier Einsiedler auf die Insel. Die Kapelle wurde wieder instand gesetzt. Südlich des Kirchhofs wurde den Einsiedlern eine Fläche von 15 Quadratruten zur Errichtung von Wohnungen zugewiesen. Später folgten noch weitere Einsiedler. 1490 war die Kapelle erneut vom Verfall bedroht. Am 22. September 1494 wurde der Altar einer wohl weitgehend neu erbauten Kapelle geweiht. Mit der Einführung der Reformation verlor die Kapelle ihre Bedeutung und wurde aufgegeben. Der endgültige Abriss erfolgte im 18. Jahrhundert. Heute (Stand 2013) erinnert ein Kreuz an die Kapelle.

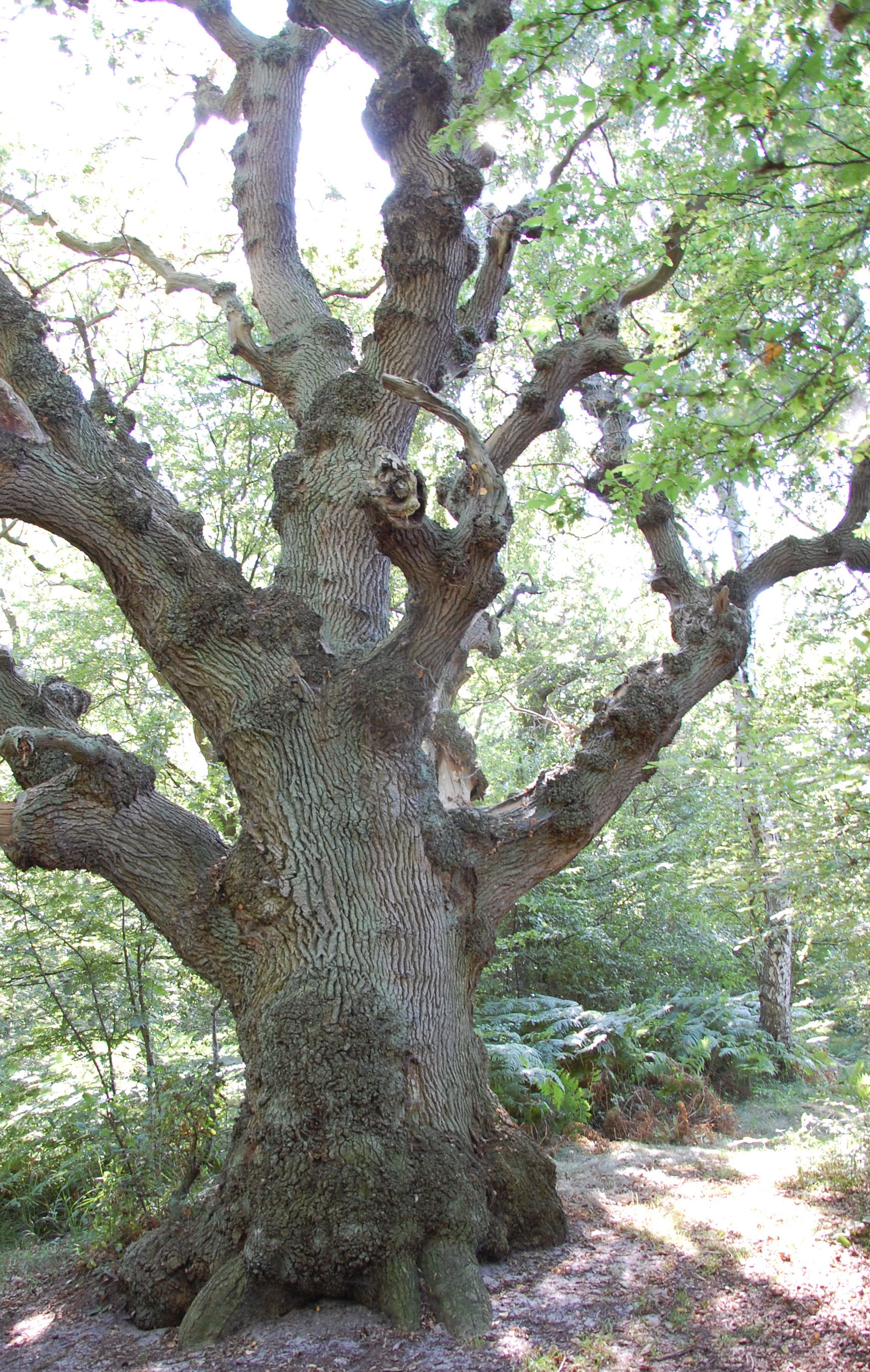
Alter Baum auf dem Großen Vilm (2013)

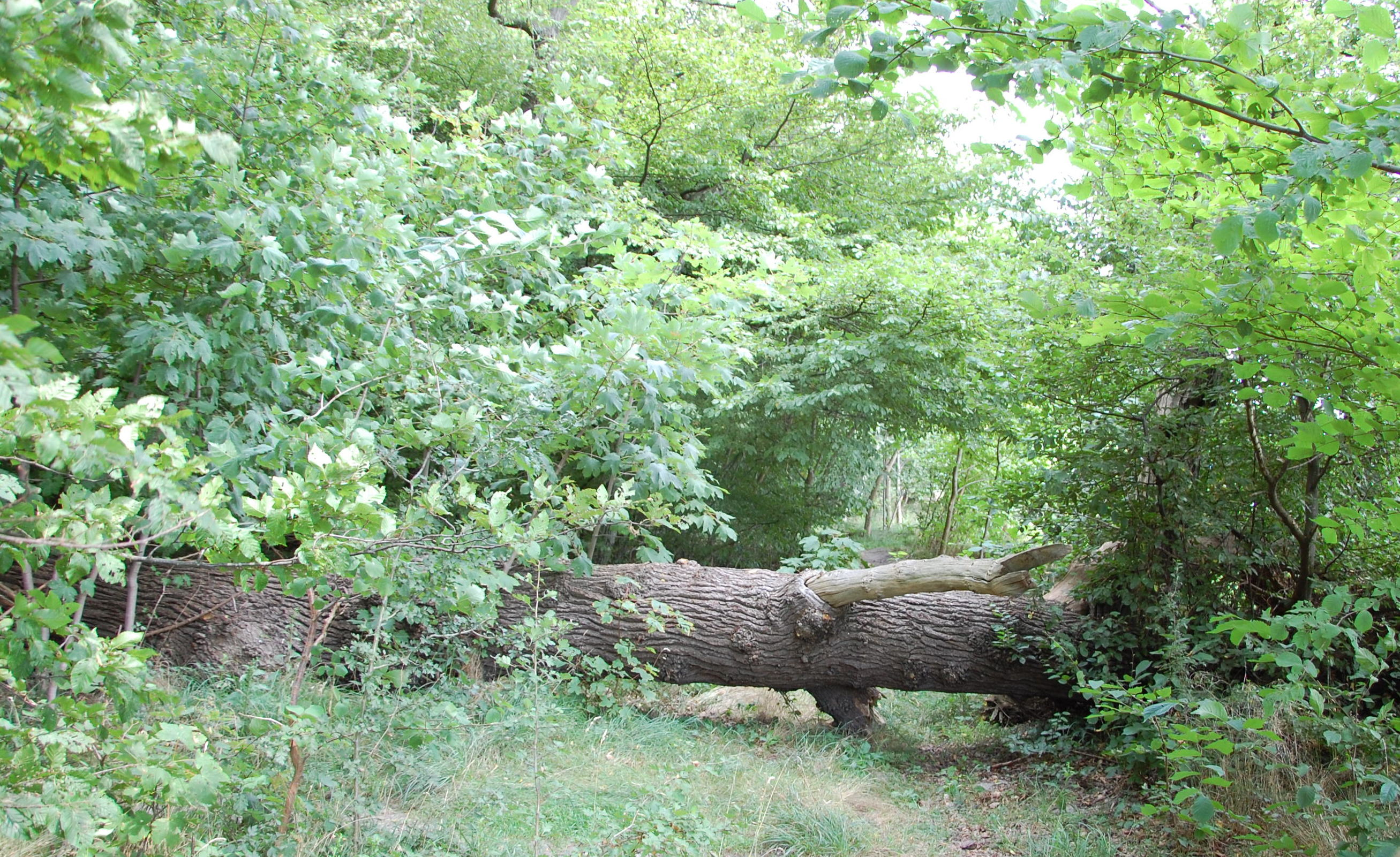
Umgestürzter Baum über Weg am Kochufer

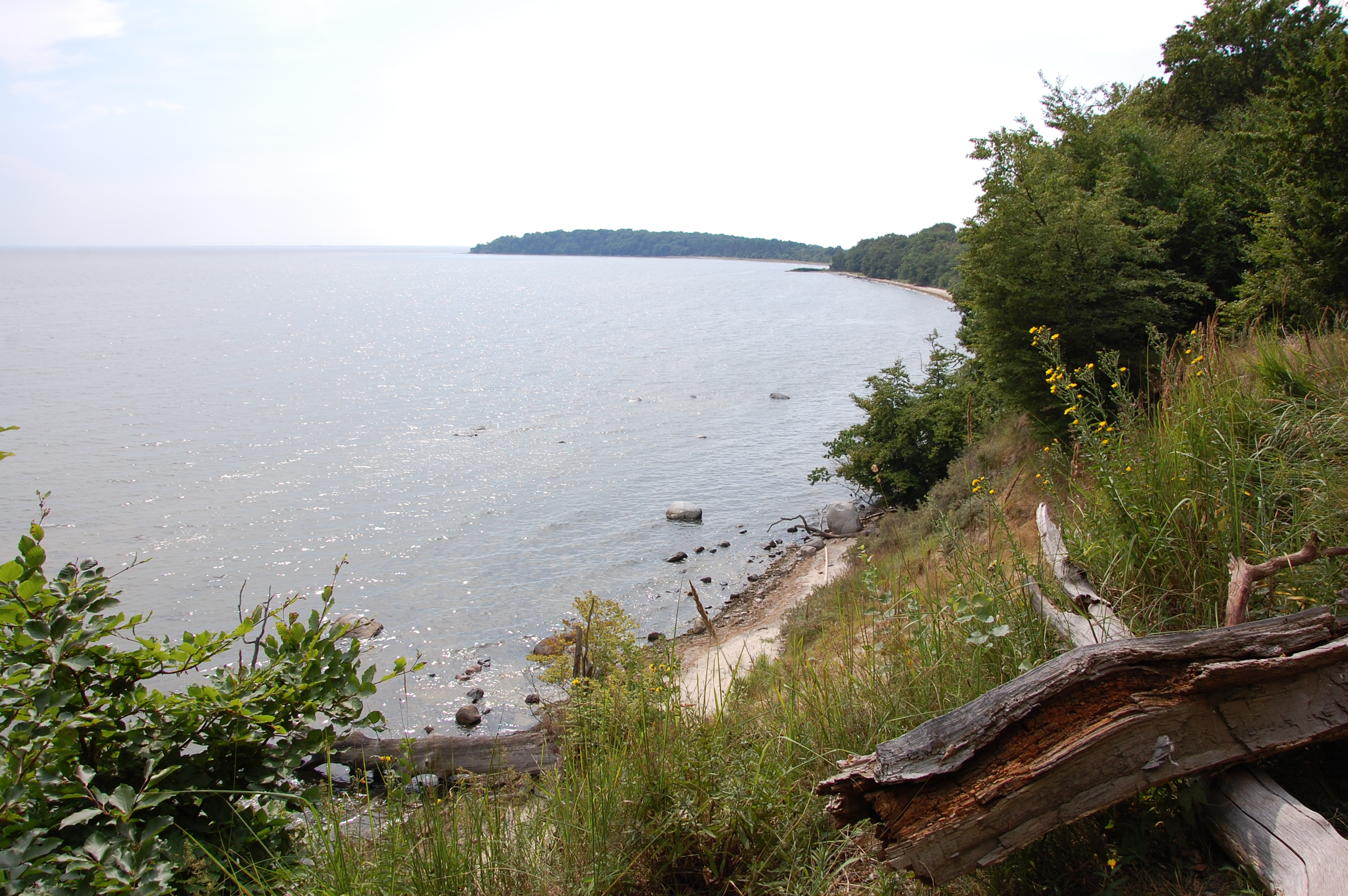
Blick vom Kochufer auf dem großen Vilm nach Süden zum Kleinen Vilm

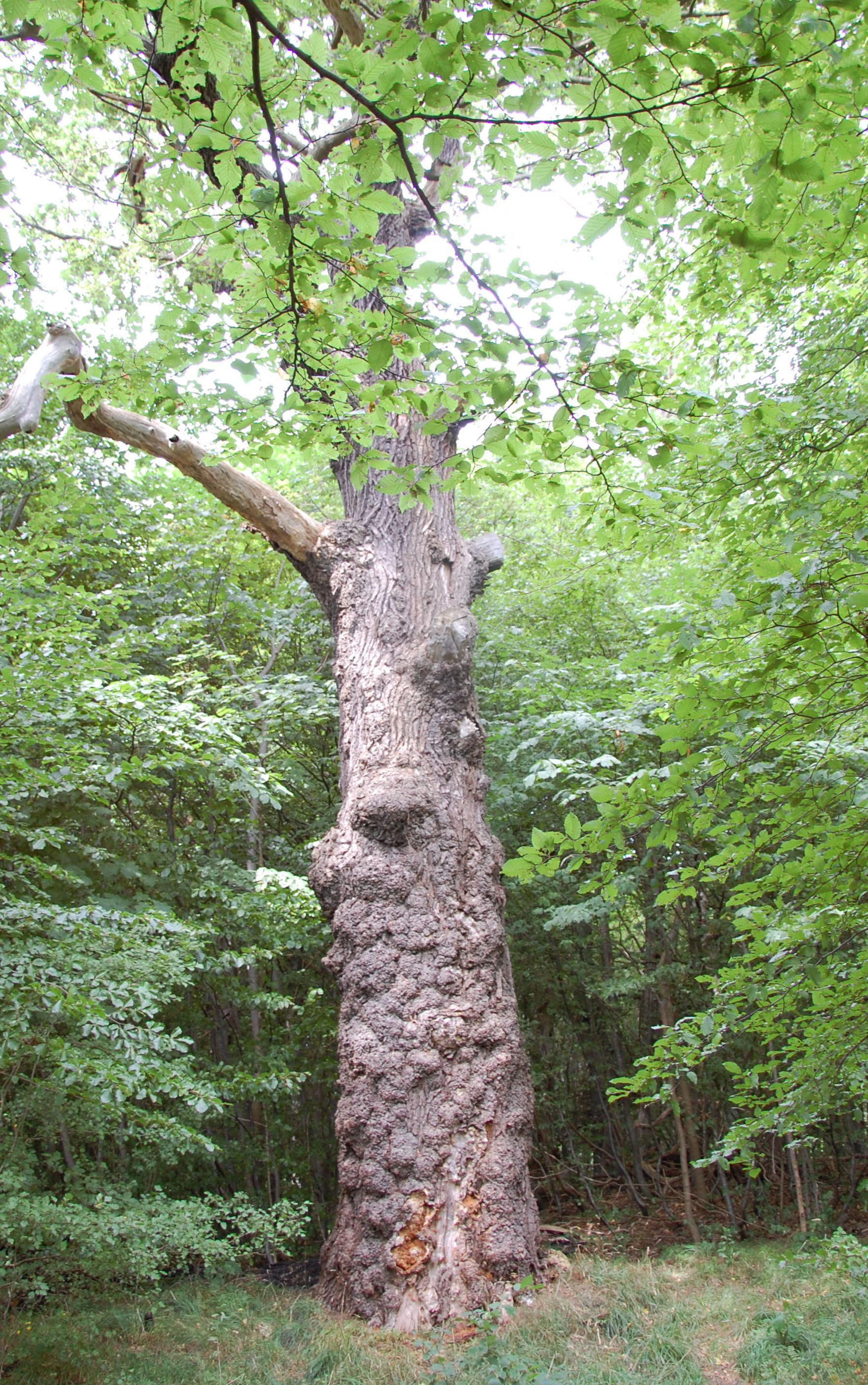
Alter Baum am Kochufer

### Wirtschaftliche Nutzung der Insel
Das Haus Putbus nutzte den Vilm als Sommerweide. Aus einer Urkunde des Jahres 1358 ergibt sich, dass man dem auf Vilm lebenden Kaplan Amelung von der Lippe das Recht einräumte, als Schutz vor dem Vieh seine Wiesen durch einen Graben und seinen Hof durch einen Zaun zu schützen. Auch nach dem Ende der Kapelle wurde das Gehöft auf dem Vilm weiter genutzt und vom Haus Putbus verpachtet. Im Laufe des 18. Jahrhunderts soll der Hof eine Zeitlang wüst gewesen sein. Aus einem Urkundenbuch von 1767 gehen jedoch bereits wieder fünf Bewohner hervor.
Bis zum Anfang des 16. Jahrhunderts nutzte man darüber hinaus den Inselwald zur Holzgewinnung. 1527 fand der letzte große Holzeinschlag statt. Die Witwe des kurz zuvor verstorbenen Waldemar II. zu Putbus veräußerte 1527 nach einem Windbruch das Holz auf der Insel für den erheblichen Preis von 400 Mark Sundisch und eine Last Seebier an Stralsunder Kaufleute. Zugleich wurde das Recht zum Holzeinschlag auf zehn Jahre befristet. Ein totaler Kahlschlag war jedoch vertraglich untersagt. 60 von der Witwe bezeichnete Hegebäume, die Bäume an der Kapelle und im Garten mussten stehen bleiben. Die Hegebäume sollten dem Schutz der Weidetiere und wohl insbesondere auch der Eichelmast dienen. Diese sehr alten Bäume wurden später zu einer Sehenswürdigkeit der Insel. Die Stralsunder Kaufleute durften außerdem sechs Pferde auf Vilm halten, um das Holz zu den Schiffen zu transportieren. Für die Holzarbeiter wurde eine Unterkunft geschaffen. Sie durften auch vier Milchkühe und zwei Schlachtrinder halten, wobei die Tiere nicht zu groß sein durften, damit diese der sich ebenfalls zeitweise auf Vilm aufhaltenden Herrin zu Putbus nicht gefährlich wurden.

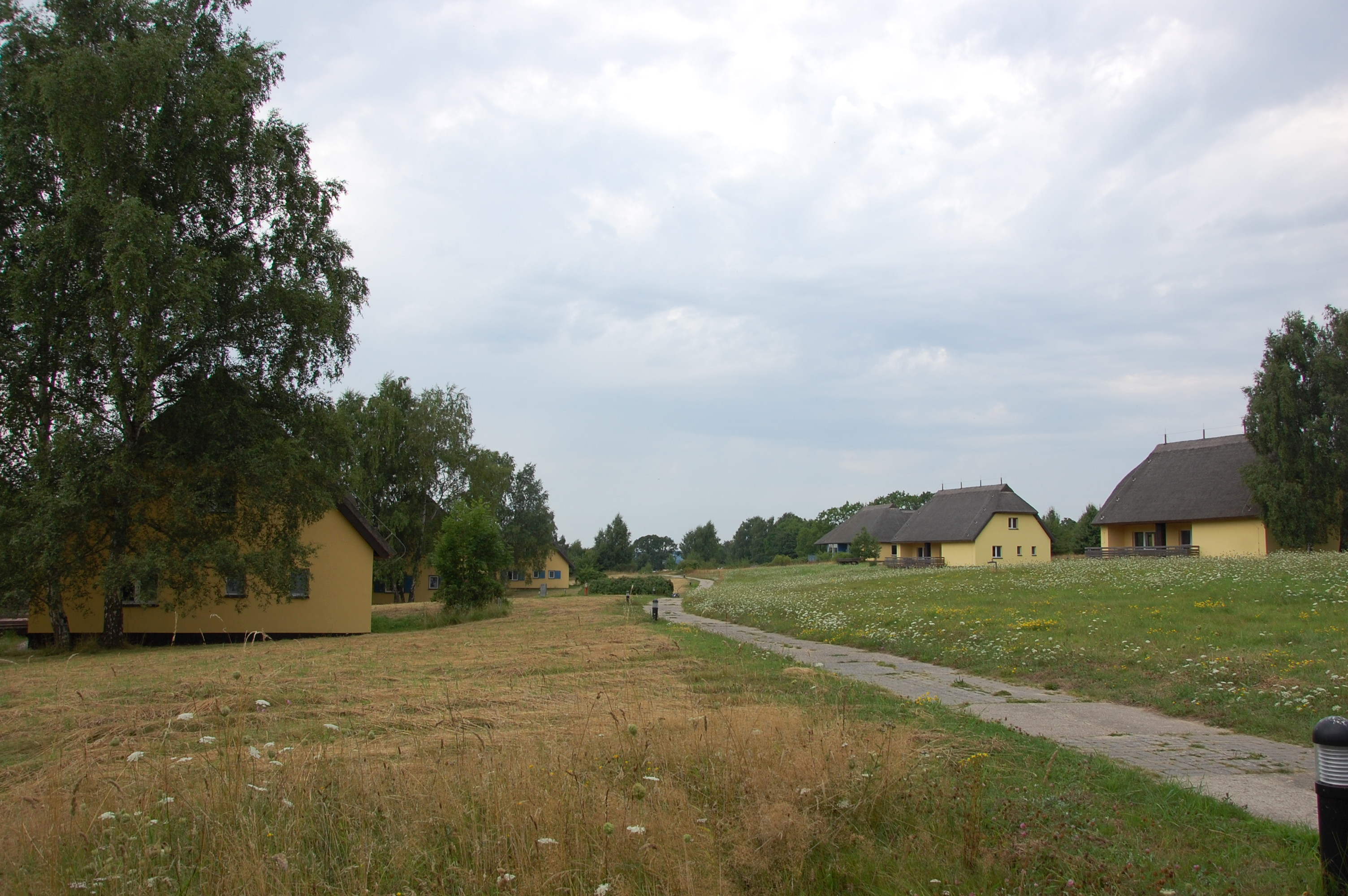
In der DDR-Zeit errichtete Siedlung. (Aufnahme 2013)

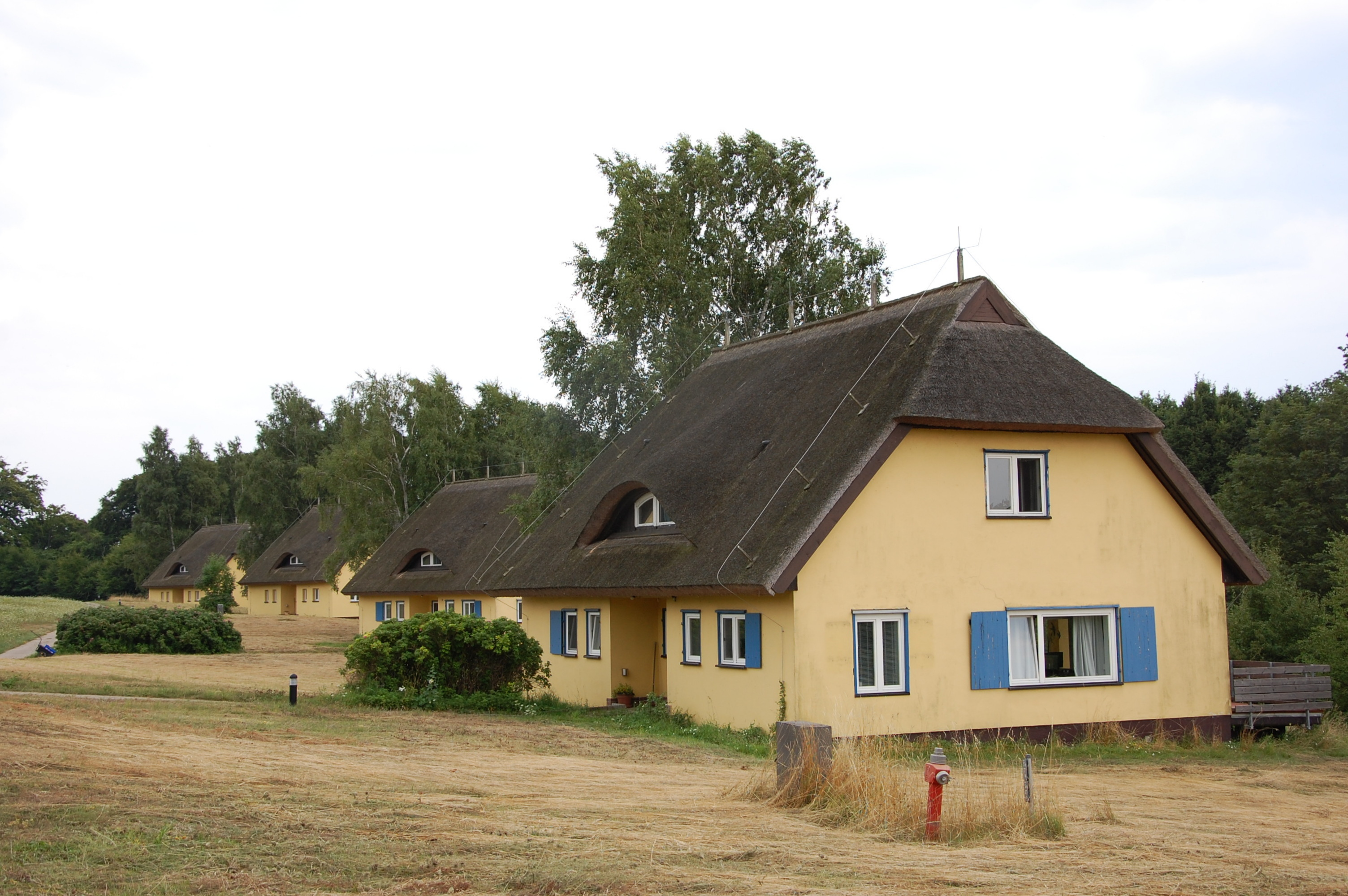
Südliche Häuserreihe

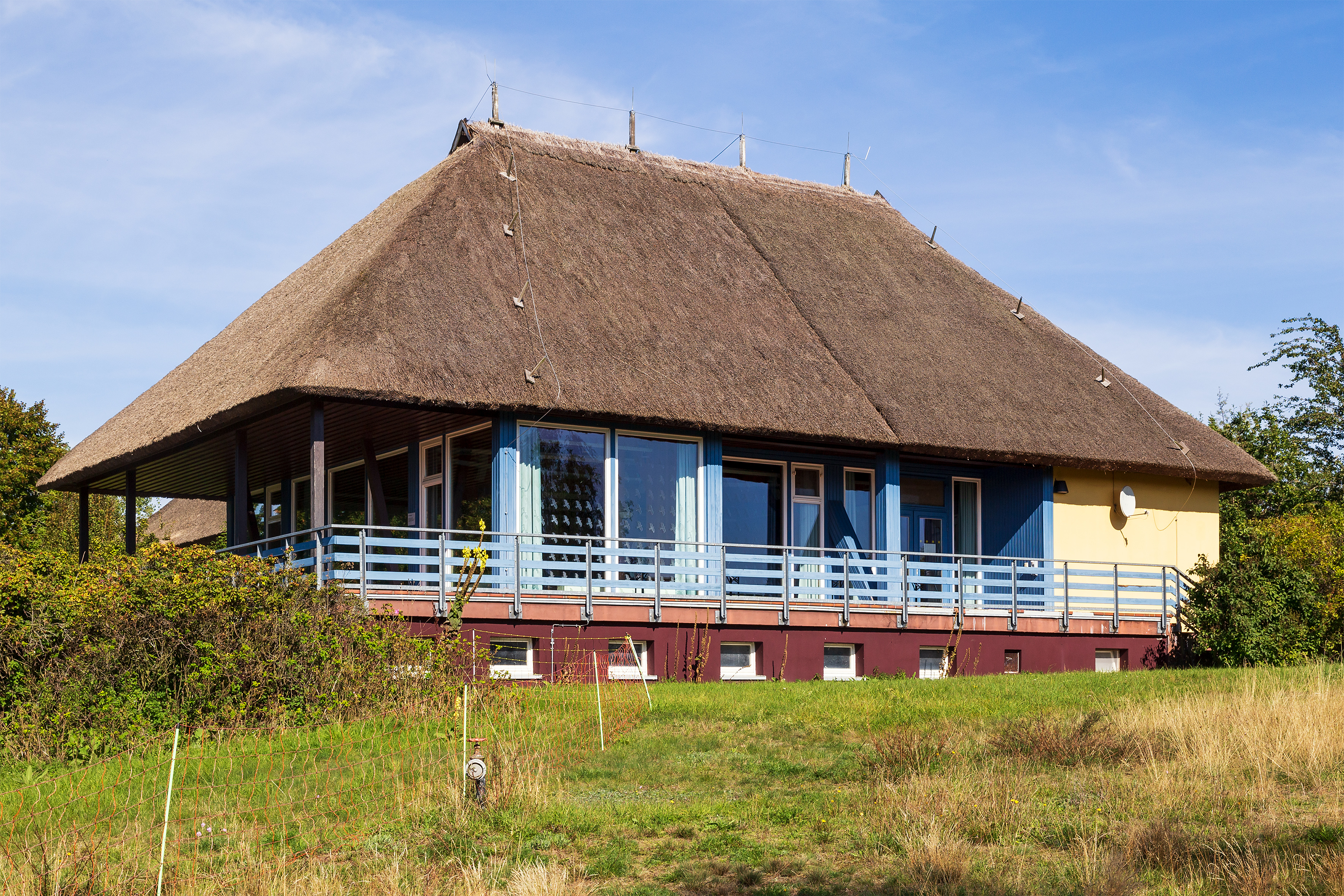
Gesellschaftshaus

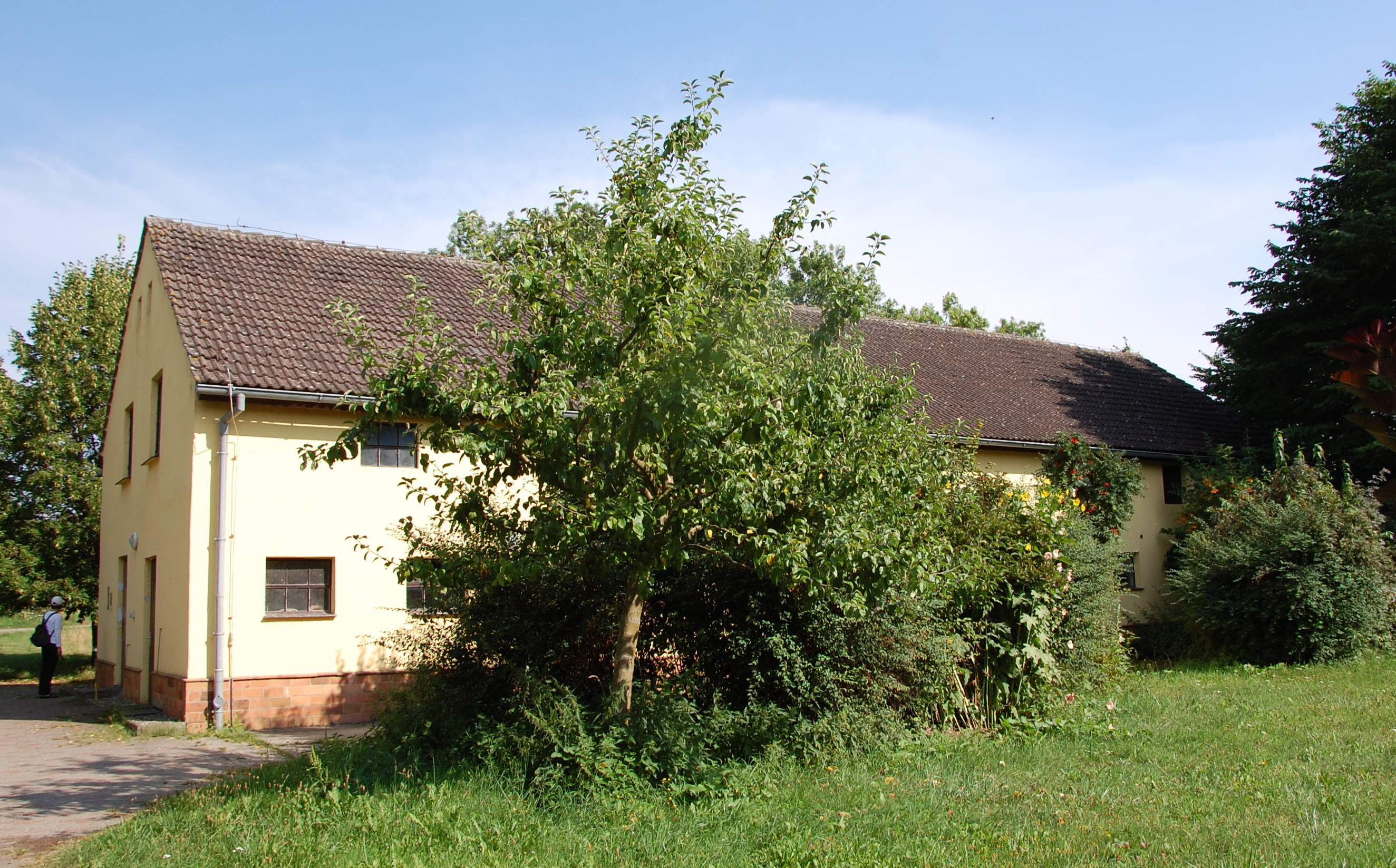
Altes Stallgebäude

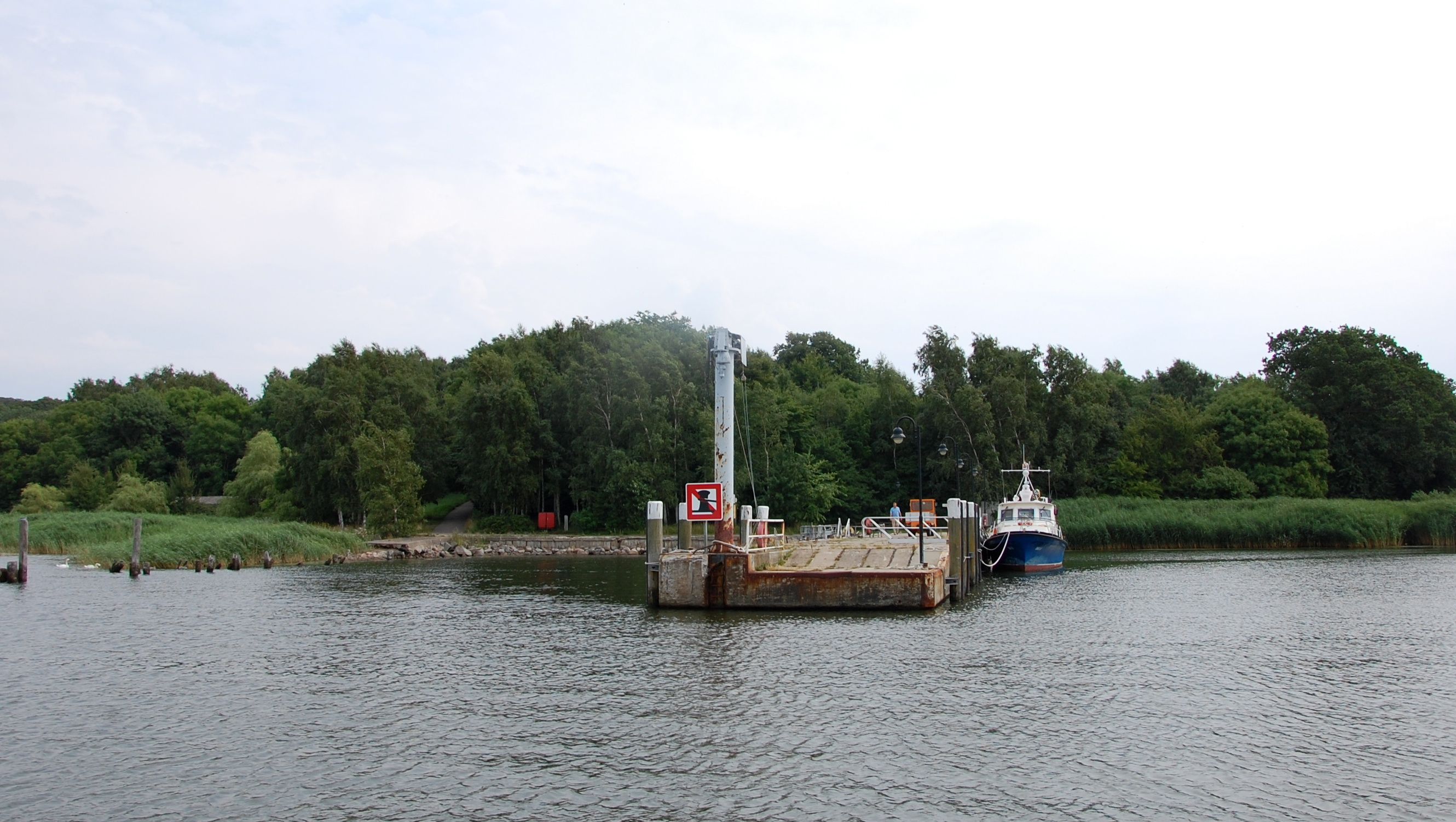
Anleger

Eine erste Darstellung des Vilms auf einer Landkarte ist aus dem Jahr 1608 überliefert. Eine exakte Darstellung erfolgte dann 1695 im Rahmen der schwedischen Landesaufnahme von Vorpommern. 1678, im schwedisch-brandenburgischen Krieg, und 1715, im Großen Nordischen Krieg erfolgten jeweils in unmittelbarer Nähe des Vilms Landeoperationen zur Einnahme Rügens, von denen die Insel selbst jedoch nicht betroffen war.
Im Jahr 1788 erhielt die verwitwete Gräfin Sophie Wilhelmine zu Putbus den Hof auf Vilm als Witwenversorgung. Der Hof war erweitert worden. Neben dem Wohnhaus bestanden Scheune, Stall und ein Backofen. Es wurden 45 Kühe, acht Schweine und fünf Pferde gehalten. Zumindest zeitweise lebte die Mutter mit ihren Kindern Wilhelm Malte zu Putbus und Moritz Carl zu Putbus auch tatsächlich auf der Insel. Der Erzieher der Kinder, Karl Reyer, widmete dem Vilm ein Gedicht.
Nach dem letzten großen Holzeinschlag von 1527 konnten sich sowohl die Hegebäume als auch der nachwachsende Bewuchs ungestört zu beachtlich alten Bäumen entwickeln. Der Geograph Johann Jacob Grümbke besuchte die Insel und beschrieb im Jahr 1805 als erster die ungewöhnlich alten und großen Bäume. Seit 1812 wurde die Holznutzung gänzlich eingestellt. Aufgrund des urwüchsigen Waldes wurde Vilm ein häufiges Ziel und Motiv von Malern. Der Wald auf Vilm galt als letzter Urwald Norddeutschlands. In der Zeit der französischen Besetzung in den Jahren 1807 bis 1813 gab es von französischer Seite den Wunsch nach Abholzung des Vilms. Fürst Wilhelm Malte zu Putbus, der durch seine Kindheit und Jugend eng mit dem Vilm verbunden war, setzte sich jedoch erfolgreich gegen die Abholzung ein.

### Tourismus
Mit der Einrichtung des Badehauses Goor in den Jahren 1817/1818 auf Rügen, unweit des Vilms, durch Fürst Wilhelm Malte zu Putbus entwickelte sich in dem Gebiet ein früher Tourismus. Vilm wurde als Ausflugsziel genutzt.
Ab 1819 wurde der Hof auf Vilm vom Haus Putbus als Meierei verpachtet. Für die Pächter bestand die Verpflichtung, auf die Insel kommende Gäste aufzunehmen und gegen Entgelt zu bewirten. Besuchsanfragen konnten per Flaggensignalen von der Goor aus nach Vilm mitgeteilt werden. Erster Pächter wurde Christoph Haase von der Halbinsel Zudar.
Es wurde berichtet, dass das Leben auf dem Vilm sehr abgeschieden war. Der Maler Carl Gustav Carus besuchte die Insel im Jahr 1819. In seinem Reisebericht gab er an, dass auf dem Vilm nur eine kleine Meierei lag. Deren Bewohner hätten ihre Produkte wie Käse, Butter und Schinken zwar zum Verkauf per Schiff nach Greifswald gebracht, aber nur wenig Kontakt zur und Informationen über die Außenwelt gehabt. So seien ihnen selbst gravierende Ereignisse wie die Vertreibung und Absetzung Napoleons unbekannt gewesen.
Ab 1824 war Karl Timm aus Nadlitz und ab 1834 Philipp Weidemann aus Neuendorf Pächter. Der Förster Ludwig Witte pachtete das Anwesen ab 1844. Er hielt neben 69 Schafen und elf Kühen auch drei Pferde, zwei Fohlen und zwei Schweine. Neben der umfangreichen Tierhaltung begann er mit einer stärkeren touristischen Entwicklung. Das alte Haus wurde abgerissen und durch einen Neubau ersetzt, dem für Besucher ein Saal als Salon-Anbau angefügt war. Die Besucherzahlen stiegen an. Vilm wurde häufiger als Capri der Ostsee oder Capri des Nordens bezeichnet.
Neben den Urlaubern aus Putbus und Lauterbach kamen auch Einheimische der näheren Umgebung. Insbesondere zu Pfingsten wurden von ihnen Ausflüge nach Vilm unternommen. Mangels einer Gastwirtschaft wurden mitgebrachte Speisen gekocht. Besonderes beliebt war hierfür der Bereich des nordöstlichen Steilufers, woraus sich der noch heute gebräuchliche Name „Kochufer“ ergeben soll. 1858 wurde eine Schankerlaubnis erteilt, womit das Anwesen zum Gasthof wurde. 1886 wurde ein Logierhaus errichtet, da der Badetourismus aus Putbus auf Rügen sehr rege war. Im Mai 1888 brannte eine hohle Eiche ab, als ein Hirte in ihr ein Feuer zum Kaffeekochen entzündet hatte. Die Familie Witte blieb bis zum Jahr 1908 Pächter des Anwesens. Es folgte der Pächter Fritz Beu. Er erweiterte das Logierhaus. Es hatte dann im Jahr 1914 25 Zimmer. Unweit des Hauses am Weststrand der Insel waren einfache Badeanstalten eingerichtet.
Die Überfahrt zur Insel erfolgte mit kleinen Segel- oder Ruderbooten. Ab 1891 wurden auch Motorboote genutzt. Ab Ende der 1920er Jahre gab es eine regelmäßige Schiffsroute von Greifswald nach Vilm. Auch durch den Anschluss von Lauterbach an das Eisenbahnnetz im Jahr 1895 ergab sich eine deutlich verbesserte Erreichbarkeit der Insel. Die Besucherzahl stieg deutlich an. Es kamen nun auch viele Tagestouristen.

### Früher Umgang mit der Tierwelt
1833 gab es Bemühungen, Kormorane auf Vilm anzusiedeln. Fischer fürchteten jedoch die Konkurrenz der Tiere und vertrieben sie mit Böllern, wobei heute (Stand 2013) Kormorane im Gebiet leben. Auch der Ansiedlungsversuch von Fasanen scheiterte, da die Tiere abgeschossen wurden. Ausgesetztes Rehwild schwamm jeweils wieder nach Rügen zurück. Heute (Stand 2013) befindet sich allerdings regelmäßig von Rügen einwanderndes Rehwild auf der Insel. Bereits ursprünglich lebten auf Vilm auch Adler. 1840 erhielt das Zoologische Institut in Greifswald von Vilm einen jungen Adler. Mehrere auf Vilm geschossene Adler wurden ausgestopft. Noch bis 1900 befand sich ein solches Exemplar in der Gaststube auf der Insel. Die zunächst letzten Adler verschwanden, als 1875 „zwei böse Buben“ die Adlerjungen aus dem Horst holten. Später, in der Zeit der DDR, gab es wieder einen Horst mit Seeadlern, die jedoch den Horst verließen, nachdem unmittelbar neben dem Horst in den 1980er Jahren während der Brutzeit mit einem Hubschrauber ein Antennenmast abgesetzt worden war.

### Seezeichen und Sturmhochwasser
Als Seezeichen hatte Vilm keine sonderliche Bedeutung. In den Jahren 1848/49 befand sich jedoch auf dem Mittelvilm eine Bake, die im Falle, dass dänische Schiffe im Zuge des Schleswig-Holsteinischen Kriegs südlich von Thiessow in den Greifswalder Bodden kämen, entzündet werden sollte. Für einige Jahre ab 1848 wurde das Steilufer im Süden der Insel von den in Stralsund stationierten Kanonenbooten der Marine als Ziel für Schießübungen genutzt. Der Name Die Scheibe soll auf diese Nutzung zurückgehen.
Mit dem Ostseesturmhochwasser im November 1872 traf ein schweres Sturmhochwasser auch den Vilm und führte zu deutlichen Veränderungen in der Landschaft. Der Mittelvilm wurde an zwei Stellen durchbrochen, beide Durchbrüche verschwanden jedoch wieder. Da die Insel zuvor über längere Zeit nicht von Sturmhochwassern betroffen war, hatten sich im Bereich der Hochufer schräge, mit einer dichten Grasnarbe versehene Böschungen gebildet. Durch das Sturmhochwasser wurden nach Osten zur See hin gelegene Uferbereiche am Großen und Kleinen Vilm abgerissen. Es bildeten sich erneut Steilküsten. Weitere Sturmhochwasser ereigneten sich in den Jahren 1904, 1913 und 1914. Auch hierbei kam es zu Küstenverschiebungen von bis zu zehn Metern.

### Unterschutzstellung
An vielen alten Bäumen finden sich eingeschnitzte alte Initialen, darunter auch Wappen und Darstellungen von Hirschen und Pferden. Diese die Bäume schädigende Unsitte war bis in die 1950er Jahre gebräuchlich. Durch die große Zahl von Besuchern wurde die Natur der Insel beeinträchtigt. Sie wurde am 2. Dezember 1936 durch Verordnung des Stettiner Regierungspräsidenten unter Naturschutz gestellt. Allerdings wird schon in einem 1932 erschienenen Reisehandbuch darauf hingewiesen, dass die Insel unter Naturschutz stehe.

### Entwicklung ab 1945
Nach dem Zweiten Weltkrieg kam es am 24. Oktober 1945 zu einem schwerwiegenden Schiffsunglück in den Gewässern vor Vilm. Ein mit Munition beladenes Schiff lief auf die Untiefe Schnakenwerder. Es kam zu einer Explosion, bei der alle an Bord befindlichen 81 Personen starben. Bis heute ist dieses Seegebiet wegen der Altmunition als Sperrgebiet ausgewiesen.
Das Haus Putbus wurde im Zuge der Bodenreform 1945 enteignet. Die Verwaltung der Insel erfolgte nun durch die Stadt Putbus. Vilm erlebte wieder einen verstärkten Besucherverkehr. Wochentags besuchten bis zu 400 Personen die Insel und am Wochenende waren es sogar über 1000 Personen. Im Jahr 1953 eröffnete die Gesellschaft für Sport und Technik auf Vilm eine Segelschule, die jedoch bereits nach drei Jahren wieder geschlossen wurde. Die Stadt Putbus richtete daraufhin eine große Ausflugsgaststätte auf dem Vilm ein. Im Sommer besuchten nun regelmäßig 700 Tagestouristen die Insel. Der Bestand des Naturschutzgebietes war gefährdet.
1959 wurde Vilm für die öffentliche Nutzung gesperrt und als Urlaubsdomizil für den Ministerrat der DDR genutzt. Aus dieser Zeit stammen die heute noch vorhandenen elf Gebäude im Stil einer Fischersiedlung. Hinzu kommen ein Verwaltungsbau und Wirtschaftsgebäude. Als einziges älteres Gebäude blieb ein ehemaliges Stallgebäude erhalten. Vilm war nun regelmäßiges Ferienziel für hochgestellte DDR-Politiker und Mitarbeiter des Ministerrats. Auch Margot und Erich Honecker besuchten die Insel einige Male und wohnten dann im Haus Nummer 2. Die sich so ergebende Abgeschirmtheit der Insel erwies sich für die Naturschutzbelange als positiv.
Im Zuge der politischen Wende des Jahres 1989 erregte ein Besuch des Jugendmagazins ELF99 des DDR-Fernsehens auf der für die Öffentlichkeit bisher unzugänglichen Insel Aufsehen.

### Gründung der Naturschutzakademie 1990
Am 1. September 1990 wurde Vilm dem neugebildeten DDR-Ministerium für Umwelt, Naturschutz, Energie und Reaktorsicherheit unterstellt. Es wurde, in Abstimmung mit der Regierung der Bundesrepublik Deutschland, eine Naturschutzakademie für das Südbaltikum aufgebaut. Am 6. Oktober 1990 wurde die Akademie als Internationale Naturschutzakademie Vilm durch den Bundesumweltminister Klaus Töpfer eröffnet und der damaligen Bundesforschungsanstalt für Naturschutz und Landschaftsökologie angegliedert. Heute wird die Akademie als Außenstelle des Bundesamtes für Naturschutz betrieben und Tagungen und Seminare werden durchgeführt. Seit dem Herbst 1990 gehört die Insel zum Biosphärenreservat Südost-Rügen. Ab 1990 wurde Vilm beschränkt wieder für die Öffentlichkeit zugänglich: Von März bis Oktober finden bis zu zwei Führungen täglich für jeweils maximal 30 Teilnehmer unter autorisierter Führung ab Lauterbach statt.
Anfang des 21. Jahrhunderts wurde im Bereich der Siedlung eine Solaranlage errichtet.

## Flora und Fauna

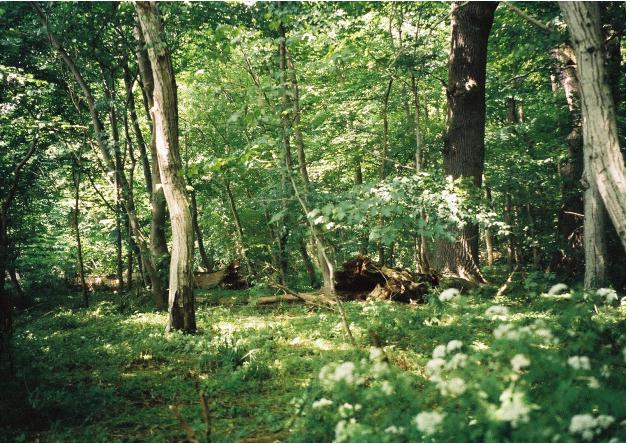
Naturwald auf der Insel Vilm

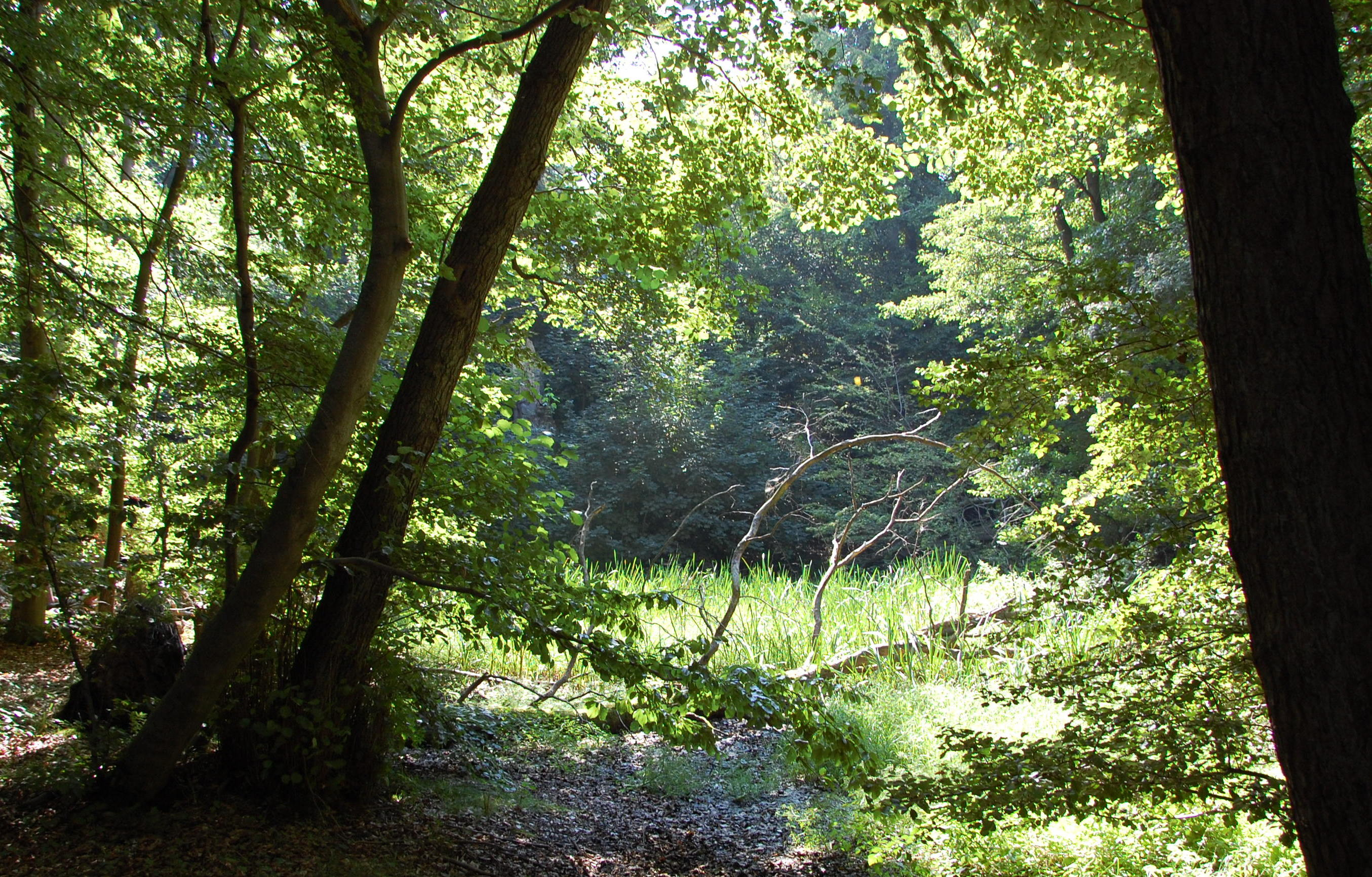
Feuchtgebiet im nördlichen Teil der Insel

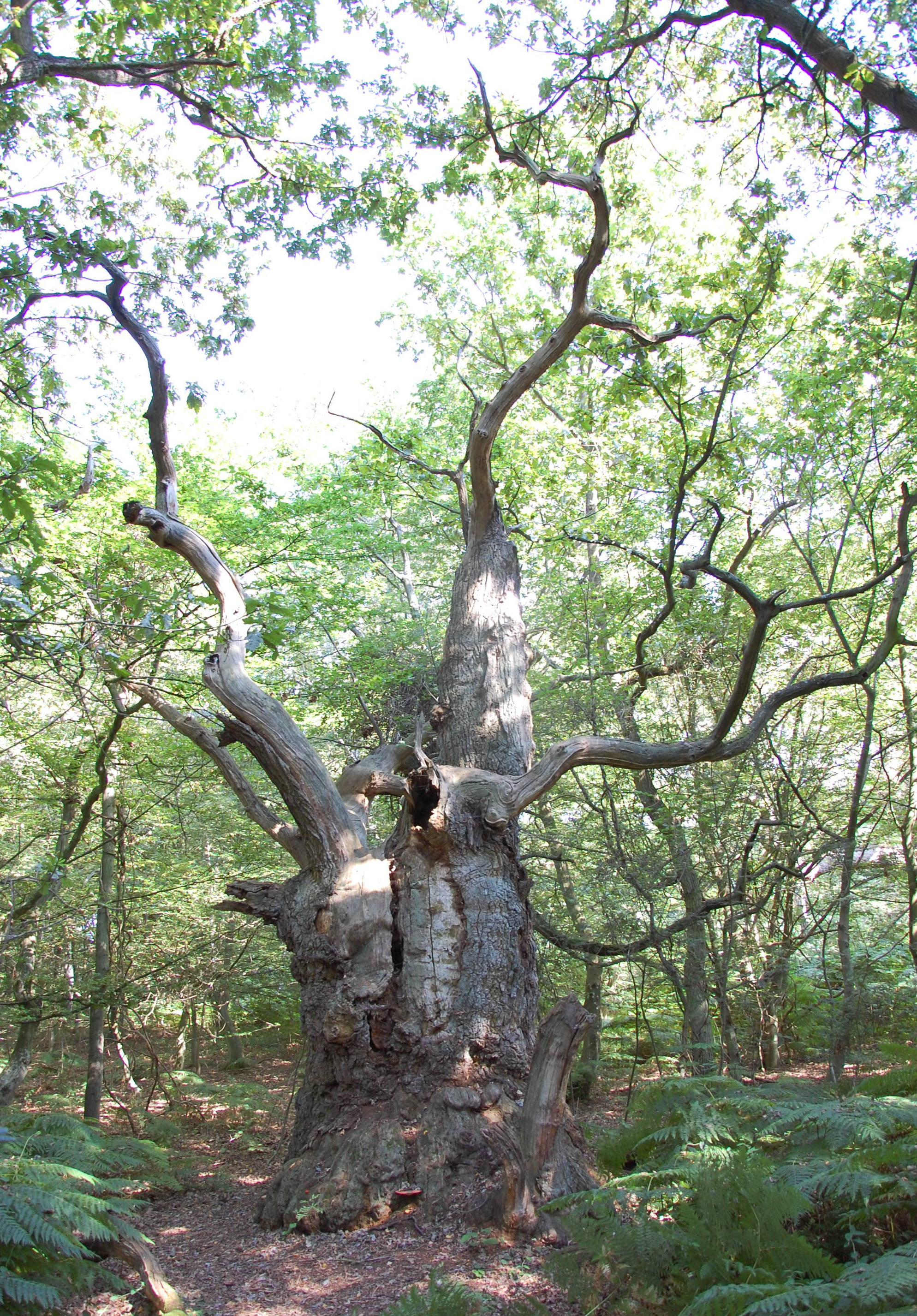
Alter Baum Nordwestseite

Auf Vilm findet ein Prozess der Umformung vom Hudewald zum Naturwald statt. Beim Bewuchs der Wälder können oft zwei Schichten beobachtet werden: eine obere Schicht besteht zum größten Teil aus urwüchsigen, knorrigen Buchen und Eichen, eine zweite Schicht ist von Hainbuche und Bergahorn bewachsen. Da der letzte große Holzeinschlag 1527 stattfand, sind die Buchenwälder Teil der ältesten und wertvollsten Naturwälder Norddeutschlands. Die besonders markante und alte Zwölfapostelbuche brach in den 1950er Jahren um. Bemerkenswert sind am Nordwestufer vorhandene alte Birnbäume. Vermutlich handelt es sich um Nachfahren der bereits 1527 erwähnten Gartenbäume. Die namensgebende Ulme ist, bedingt durch die vom Ulmensplintkäfer übertragene Ulmenkrankheit, heute nur noch vereinzelt in der unteren Schicht besonders in Waldrandlagen anzutreffen. Die sonst auf Rügen häufig anzutreffende Feuchtigkeit liebende Schwarzerle fehlt auf Vilm selbst in Uferbereichen nahezu vollständig. Besonders in niederschlagsarmen Sommern geraten Bäume auf den Moränenkernen unter Trockenstress und reagieren auf eintretenden Wassermangel mit eingerollten Blättern. Windbedingt fehlen an vielen Stellen eine sonst typische Laubstreu und eine nennenswerte Humusauflage auf den rasch abtrocknenden Mineralböden.
Ein Wald aus Birken und Stieleichen befindet sich auf den alten Strandwällen des Mittel-Vilms. Markant sind die vom Wind verformten Kronen der kleinen, verschlungen gewachsenen Bäume. Ehemals vorhandener Sandmagerrasen wurde durch Pionierwald und Gebüsche abgelöst. Hier finden sich vor allem Holzapfel, Schlehdorn, Weißdorn, Wildbirne und Wildrosen.
Die Insel ist Standort von über 300 oftmals seltenen Farn- und Blütenpflanzen, die in verschiedenen Lebensräumen der Insel wachsen. In den Wäldern der Insel finden sich Leberblümchen, Lerchensporn und Bärlauch. Stranddistel, Tataren-Lattich und Strandmiere kommen an den Stränden vor. Während Wiesen-Lieschgras, Schwalbenwurz und Steinbrech an trockenwarmen Standorten vorkommen, sind Natternzungengewächse, Stranddreizack und Milchkraut typische Pflanzen der Salzwiesen. Das Waldgeißblatt erstreckt sich als mannshohes Dickicht über weite Bereiche des Waldbodens und als Kletterpflanze bis hoch in die Bäume.
Die Fauna ist reich mit kleinen Säugetieren, Reptilien, Amphibien, Insekten und Weichtieren vertreten. Besondere Bedeutung haben die Vögel. Insbesondere die alten hohlen Bäume dienen als Brutplätze für verschiedene Vögel wie Gänsesäger und Waldkauz. In den Steilufern der Insel befinden sich die Nisthöhlen von Uferschwalben und Brandgänsen. Auf der Insel befindet sich auch wieder der Seeadler. Auch Kormorane und Graureiher fischen in den die Insel umgebenden Boddengewässern. Dort rasten im Frühjahr und Herbst auch Gänse, Limikolen, Säger, Schwäne und Schwimm- und Tauchenten.
An Säugetieren kommen Steinmarder, Baummarder, Rehwild und Rotfuchs vor. Zeitweise halten sich auch von Rügen kommende Wildschweine auf Vilm auf.

## Kunst

Caspar David Friedrich, „Landschaft auf Rügen mit Regenbogen“ (ca. 1810), Blick zur Insel Vilm

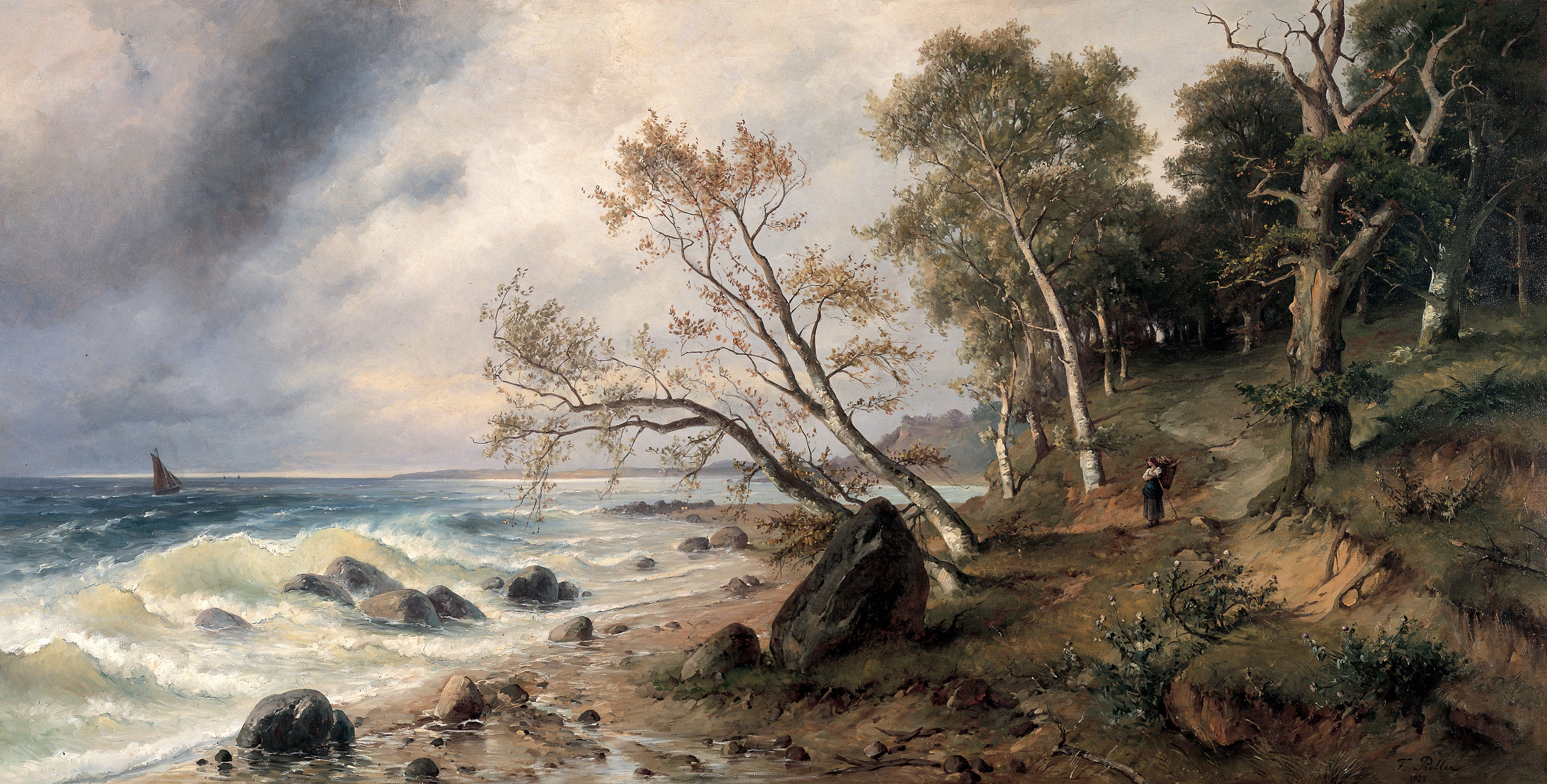
Friedrich Preller der Jüngere, „Ostseeküste auf der Insel Vilm“ (1888), Blick vom Kochufer auf dem Großen Vilm nach Süden, Pommersches Landesmuseum

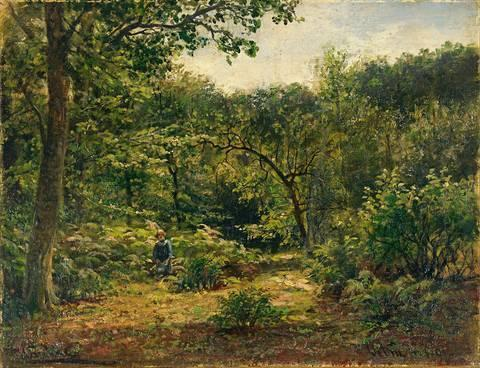
Hermann Eschke, „Landschaft auf Vilm“ (1891)

Im 19. Jahrhundert war Vilm beliebtes Objekt verschiedener bekannter Maler. Deshalb nannte man die Insel in dieser Zeit auch Malerinsel. Von Caspar David Friedrich stammen die Inselmotive „Blick zur Insel Vilm“ (1809) und „Landschaft mit Regenbogen“ (1810). Friedrich Preller der Ältere schuf um 1840 das Aquarell „Insel Vilm“. Auch das Ölgemälde „Erinnerung an eine bewaldete Ostseeinsel“ von Carl Gustav Carus wird dem Vilm zugeordnet. Johann Friedrich Rosmäler schuf 1835 mehrere Stahlstiche von Vilm und der näheren Umgebung. Von Friedrich Preller dem Jüngeren stammt das 1888 entstandene Bild „Ostseeküste auf der Insel Vilm“. Es zeigt den Blick vom Kochufer auf dem Großen Vilm nach Süden zum Kleinen Vilm. 1891 schuf Hermann Eschke das Bild „Landschaft auf Vilm“. Später wirkte auch die Malerin Katharina Bamberg auf Vilm.
Der Dichter Ernst Moritz Arndt erwähnte den Vilm in seinem Gedicht Der Schwan von Pulitz. Gerhart Hauptmann fertigte zu seinem Fragment Helios Notizen an, die auf Vilm Bezug nehmen. In seinem Roman Wirbel der Berufung werden die Notizen für die Schilderung einer Insel genutzt.